# ریوهی نیوا
ریوهی نیوا (انگلیسی: Ryuhei Niwa؛ زادهٔ ۱۳ ژانویهٔ ۱۹۸۶) بازیکن فوتبال اهل ژاپن است.
از باشگاه‌هایی که در آن بازی کرده‌است می‌توان به باشگاه فوتبال ساگان توسو، باشگاه فوتبال سرزو اوساکا، و باشگاه فوتبال ویسل کوبه اشاره کرد.